# Regulator (Zahlentheorie)
Der Regulator bezeichnet in der Zahlentheorie eine Größe, die Auskunft über die Einheiten eines algebraischen Zahlkörpers gibt. Jedem Zahlkörper {\displaystyle K} ist ein solcher Regulator {\displaystyle R_{K}} zugeordnet.

## Definition
Sei {\displaystyle K} ein algebraischer Zahlkörper mit Erweiterungsgrad {\displaystyle [K:\mathbb {Q} ]=n}. Sei {\displaystyle r} die Anzahl der reellen Einbettungen von {\displaystyle K} und {\displaystyle 2s} die Anzahl der komplexen Einbettungen, es gilt also {\displaystyle n=r+2s}. Dann ist der freie Teil der Einheitengruppe des ganzen Abschlusses {\displaystyle {\mathcal {O}}_{K}} von {\displaystyle \mathbb {Z} } in {\displaystyle K} nach dem dirichletschen Einheitensatz isomorph zu {\displaystyle \mathbb {Z} ^{r+s-1}}. Bildet man die Einheitengruppe {\displaystyle {\mathcal {O}}_{K}^{\times }} über
{\displaystyle a\mapsto (\ln(|\rho _{1}(a)|),\dots ,\ln(|\rho _{r}(a)|),2\ln(|\sigma _{1}(a)|),\dots ,2\ln(|\sigma _{s}(a)|))}
in den {\displaystyle \mathbb {R} ^{r+s}} ab, wobei {\displaystyle \rho _{1},\dots ,\rho _{r}} die reellen Einbettungen und {\displaystyle \sigma _{1},{\overline {\sigma _{1}}}\dots ,\sigma _{s},{\overline {\sigma _{s}}}} die komplexen Einbettungen sind, so ist das Bild ein {\displaystyle (r+s-1)}-dimensionales Gitter des Volumens {\displaystyle V}. Der Regulator {\displaystyle R_{K}} ist nun definiert als
{\displaystyle R_{K}:={\frac {V}{\sqrt {r+s}}}.}
Er stellt eine wichtige Größe des Zahlkörpers dar und taucht zum Beispiel in der Klassenzahlformel wieder auf.

## Verallgemeinerungen
Verallgemeinerungen dieses Begriffs sind unter anderem der Borel-Regulator und der Beilinson-Regulator. Zur Abgrenzung von diesen wird der in diesem Artikel beschriebene Spezialfall auch als Dirichletscher Regulator bezeichnet.